# Bårarp
Bårarp är ett säteri, i Rävinge socken, Halmstads kommun, 17 kilometer nordväst om Halmstad.
Bårarp inköptes 1462 av Axel Åkesson Tott och förblev i ätten fram till 1648. Efter att ha innehafts av bland annat en Rosencrantz och en Rålamb kom Bårarp i ätten Ehrenborgs ägo, vilken släkt 1930 fortfarande ägde godset.